# A Magnum ereje
A Magnum ereje (Magnum Force) egy 1973-as amerikai akciófilm, a második, amiben Clint Eastwood a cinikus, szűkszavú és erőszakos "Piszkos" Harry Callahan nyomozót alakítja. Ebben a részben a rendőri testületen belüli, önbíráskodó kollégákkal kerül szembe.

## Cselekmény
|  | Alább a cselekmény részletei következnek! |

Carmine Riccát, a hírhedt bandafőnököt felmentették az ellene felhozott vádak alól és épp a bíróságról tart elfele, amikor egy igazoltató motorosrendőr agyonlövi az autójában az embereivel együtt. Callahan nyomozót nemrég tiltották el a gyilkossági ügyektől a hírhedt durvasága miatt, ennek ellenére elkezd nyomozni az ügyben. Nemsokára az alvilág más figurái is holtan végzik és mind egy igazoltató motorosrendőr fegyvere által. Harry gyanítani kezdi, hogy nem csak ő kezeli lazán a törvényeket a rendőrségnél, de nehézfejű felettesével nem könnyű szót értenie. Ám amikor az önjelölt igazságosztók kényszerből egy rendőrbarátját is megölik, ellentámadásba lendül és mikor egyértelművé válik számára, hogy emiatt ő is célponttá vált elkerülhetetlen a leszámolás.

## Szereplők
| Szerep                    | Színész        | Magyar hang          |
| ------------------------- | -------------- | -------------------- |
| Harry Callahan felügyelő  | Clint Eastwood | Kautzky Armand       |
| Neil Briggs hadnagy       | Hal Holbrook   | Izsóf Vilmos         |
| Charlie McCoy rendőr      | Mitchell Ryan  | Barbinek Péter       |
| John Davis rendőr         | David Soul     | Barabás Kiss Zoltán  |
| Phil Sweet rendőr         | Tim Matheson   | Boros Zoltán         |
| Red Astrachan rendőr      | Kip Niven      | Weil Róbert          |
| Mike Grimes rendőr        | Robert Urich   | Holl Nándor          |
| Early Smith felügyelő     | Felton Perry   | Balázsi Gyula        |
| Nat Weinstein             | Maurice Argent | Buss Gyula           |
| Prostituált az autóban    | Margaret Avery | Orosz Helga          |
| J.J. Wilson 'Sidney'      | Albert Popwell | Szabó Sipos Barnabás |
| Frank Palancio            | Tony Giorgio   | Beregi Péter         |
| Frank DiGiorgio felügyelő | John Mitchum   | Csurka László        |
| Carmine Ricca             | Richard Devon  | Vass Gábor           |

## Fogadtatás

### Kritika
A filmet kedvezően fogadták a kritikusok, a Rotten Tomatoes oldalán 80%-ot kapott (2011-05-26).

## Érdekességek
- A "halálkommandóként" működő rendőrök vezetőjét David Soul játszotta, aki főleg emiatt az alakításért kapta aztán Ken Hutchinson nyomozó címszerepét a Starsky & Hutch című népszerű krimisorozatban.
- A Briggs hadnagyot alakító Hal Holbrook is ismertté vált, sok filmben és sorozatban szerepelt ezután (később bajszot is növesztve), csakúgy mint Mitchell Ryan.
- A motorosrendőrök Moto Guzzi Eldorado típusú motorokat használtak, bár az egyik jelenetben, a rendőrségi garázsban jól láthatóak a háttérben a rendőrség által valószínűleg valóban használt Harley-Davidson motorkerékpárok. A film utolsó jeleneteiben, mivel a nehéz Moto Guzzik nem igazán voltak alkalmasak kaszkadőrmutatványokra, rendőrségi motorkerékpárnak "álcázott" Triumph Bonneville gépeket használtak.
- A filmbe bekerült erotikus jelenet egy ázsiai lánnyal azoknak a rajongói leveleknek köszönhető, amikben nagyon sok ázsiai nő vetette fel ezt a lehetőséget.
- A filmet segédrendezőként az a Buddy Van Horn segítette, aki később a Holtbiztos tipp című részt rendezte.
- Ez az egyetlen Piszkos Harry rész, aminek főcímében nem mutatják San Francisco panorámáját, helyette Harry fegyvere látható.